# Kedyw
Kedyw (ˈkɛdɨf, from Kierownictwo Dywersji, "Direcció de subversió"), va ser un moviment clandestí - organització Armia Krajowa durant la Segona Guerra Mundial, la qual es va especialitzar en sabotatge passiu i actiu, propaganda i accions armades contra els nazi alemanys i les forces col·laboradores.

## Operacions
El Kedyw va ser creat el 22 de gener de 1943, a partir de dos preexistents organitzacions Armia Krajowa: Związek Odwetu i Wachlarz. Inicialment, les unitats eren petites i només tenien seus a pobles de poc habitants. Amb el temps, a mesura que més s'anaven formant, algunes unitats es van desplaçar a les zones boscoses per iniciar la guerrilla partisana. El Kedyw va organitzar fàbriques d'armes i municions, escoles militars, intel·ligència, contra-intel·ligència, campaments hospitalaris, i una xarxa de comunicacions.